# 호조정 (이바라키현)
호조정(北条町)은 이바라키현 쓰쿠바군에 일찍이 존재했던 정이다. 현재의 쓰쿠바시 북동부에 해당한다.

## 역사
- 1889년 4월 1일 - 정촌제 시행에 수반해 쓰쿠바군 호조정이 성립하였다.
- 1955년 2월 1일 - 쓰쿠바정, 다미야마촌, 다이촌, 오다촌과 합병해, 새로운 쓰쿠바정이 성립하여, 동일 호조정은 폐지되었다.
- 1988년 1월 31일 - 쓰쿠바정이 쓰쿠바시에 편입되었다.

## 교통
- 조스쓰쿠바철도
  - 쓰쿠바선
- 아사히자동차
  - 쓰치우라 - 호조 간 버스 노선(현재 관동철도 버스 노선인 츠쿠바 츠치우라선의 일부)

## 参考文献
- 「角川日本地名大辞典」編纂委員会 編『가도카와 일본 지명 대사전 8 茨城県』가도카와 쇼텐、昭和58年12月8日、1617pp.
- 筑波町史編纂専門委員会『筑波町史 下巻』発行者：倉田 弘、平成2年3月25日、697pp.